# 布拉奧區
布拉奧區是索馬利亞時期的一個區，位於該國東北部的托格代爾州，而該州實際上由索馬利蘭政府控制。其首府布拉奧是索馬利蘭第二大的城市。

## 外部鏈結
- 布拉奧區行政區域圖 （页面存档备份，存于）
- 布拉奧在Google地圖上的位置